# الدوري البحريني الممتاز 1973–74
الدوري البحريني الممتاز 1973-1974 هي النسخة الثامنة عشر من الدوري البحريني الممتاز.

## نظرة عامة
توج المحرق باللقب.